# 関義清
関義清（せきよしきよ、1940年12月23日生）は、第6代明日香村村長（平成4年5月13日～平成23年10月11日）。